# Aston Martin Lagonda Concept
O Aston Martin Lagonda Concept é um sedan conceitual apresentado pela Aston Martin na edição de 2009 do Salão de Genebra. O modelo marca o renascimento da marca Lagonda, pertencente à Aston Martin.